# Les Kurbas

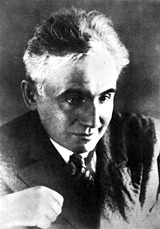
Les Kurbas 1933

Les Kurbas (ukrainisch Лесь Ку́рбас; vollständiger Name Oleksandr-Zenon Stepanovych Kurbas [Олександр-Зенон Степанович Ку́рбас], eigentlich Janovyč [Янович]; * 25. Februar 1887 in Sambir, Österreich-Ungarn; † 3. November 1937 in Sandarmoch bei Medweschjegorsk, Karelische ASSR) war ein ukrainischer Bühnen- und Filmregisseur, Pädagoge, Theoretiker, Übersetzer und Schauspieler. Er zählt zu den bedeutendsten Vertretern der ukrainischen Avantgarde und eine der Hauptfiguren der hingerichteten Wiedergeburt. Er wurde vom sowjetischen Regime während Stalins Großem Terror ermordet.

## Leben

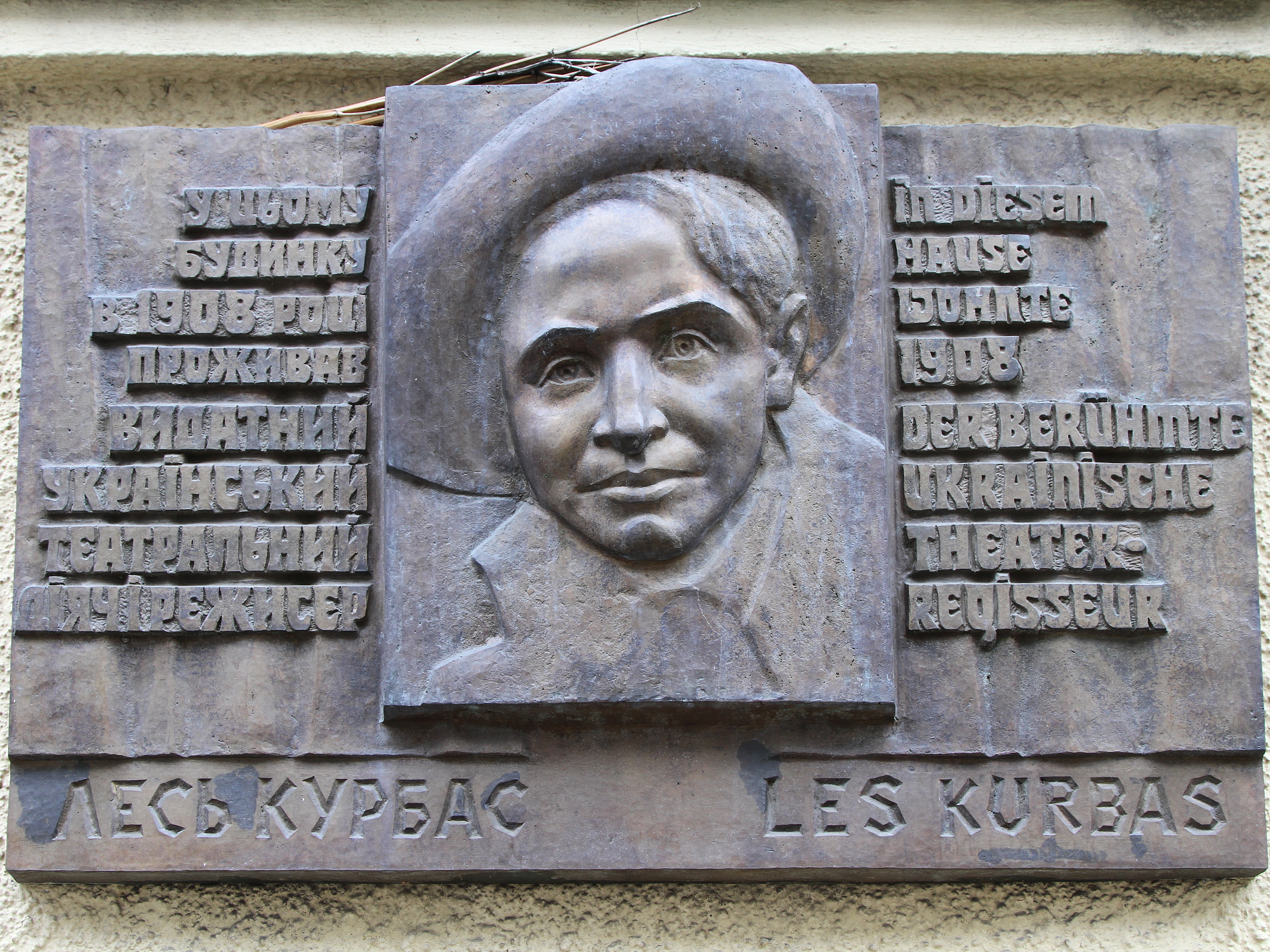
Gedenktafel an Kurbas' Wohnhaus in der Wiener Strozzigasse

Les Kurbas wurde in die Familie des galizischen Schauspielers Stepan Janowytsch (Künstlername Kurbas) und der Schauspielerin Wanda Janowytschewa geboren. Er studierte an der Lemberger Universität und ab 1907 Philosophie und Theaterwissenschaft an der Universität Wien. Nach Abschluss der Studien trat er als Schauspieler auf. Er arbeitete am Huzul-Theater und am Teatr Ukrajinskoji Bessidy in Lwiw, gründete und leitete Theaterabende in Ternopil und wirkte am Sadowskyj-Theater in Kiew.
Nach der Februarrevolution 1917 organisierte er das von ihm gegründete Schauspielstudio neu, indem er mehr Wert auf Stil und Ästhetik legte. Seine Idee von einem Philosophischen Theater benötigte speziell ausgebildete Schauspieler. Als 1919 das Molodyi Teatr mit dem Staatlichen Schauspielhaus zum Shevchenko Theater der Ukrainischen Sovietrepublik verschmolz, wurde Kurbas Co-Direktor und inszenierte eine Interpretation von Taras Schewtschenkos Gedicht Haidamaky, was ein großer Erfolg wurde. Während der Unruhen 1920 in Kiew organisierte Kurbas das Tourneetheater Kyidramte, gab die Schauspielerei auf und konzentrierte sich auf Leitung und Lehre, in der Meinung, das Theater sei ein machtvolles politisches Instrument. 1922 hatte das von ihm umgeformte Berezil Theater 400 Angestellte und wurde als bestes Theater der Ukraine betrachtet.

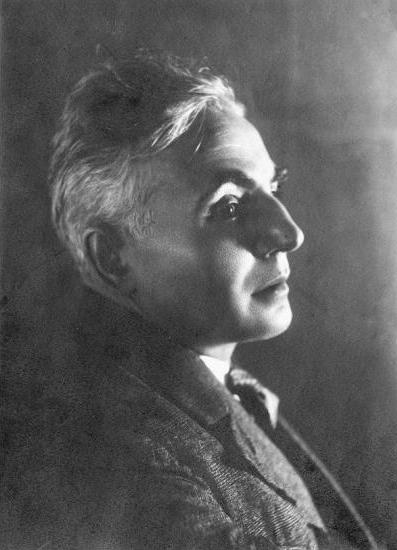
Les Kurbas 1937

Kurbas Stücke provozierten die Ukrainische Regierung, er wechselte nach Moskau um einer Verfolgung zu entgehen. 1933 wurde er verhaftet und 1937 im Rahmen einer Massenerschießung getötet.
Ihm zu Ehren wurde das 1988 in Lwiw gegründete Jugendtheater 1993 in Les-Kurbas-Theater umbenannt.
Neben Wsewolod Meyerhold, Jewgeni Wachtangow und einigen anderen Regisseuren gehörte er zur sowjetischen Theater-Avantgarde der 1920er- und 1930er-Jahre.